# Global Champions Tour 2020
Die Global Champions Tour 2020 sollte die 15. Saison der Global Champions Tour, einer internationalen Turnierserie. Bedingt durch die COVID-19-Pandemie wurde die Saison nach der ersten Etappe abgebrochen.
Die Global Champions Tour gilt als eine der wichtigsten Serien im Springreiten. Parallel zur Global Champions Tour 2020 wurde zum fünften Mal eine weitere Prüfungsserie, der Mannschaftswettbewerb Global Champions League 2020, ausgetragen. Beide Serien waren von der FEI anerkannte Turnierserien.
Namenssponsor und Zeitmesser der Global Champions Tour (GCT) ist Longines, die Saison trug den Namen Longines Global Champions Tour 2020.

## Ablauf der Turnierserien
Nach zehn Jahren als GCT-Turnier verlor Chantilly seinen Status als GCT-Etappe. Bei den übrigen Etappen waren lediglich Terminänderungen vorgesehen. Damit hätte die Saison 2020 17 reguläre Etappen sowie das Playoff-Turnier am Jahresende umfasst. Alle Turniere waren als CSI 5*, der höchsten Kategorie im Springreiten, ausgeschrieben.
Ein Wochenende nach der ersten Etappe in Doha kam der internationale Turniersport durch die COVID-19-Pandemie komplett zum Erliegen, erste internationale Reitturniere fanden erst wieder im Juni statt. Ende Mai 2020 wurde die Saison 2020 der Global Champions Tour und Global Champions League ausgesetzt und auf das Jahr 2021 verschoben.

### Global Champions League
Die Global Champions League (GCL) ist eine Prüfungsserie für Mannschaften. Pro Prüfung treten hierbei zwei Reiter einer Mannschaft (die üblicherweise aus fünf Reitern besteht) als ein Team an. Die Mannschaften sind unabhängig von den Nationalitäten der Reiter zusammengestellt.
Der Modus der GCL-Etappen bestand aus zwei Teilprüfungen: In einer ersten Teilprüfung am Donnerstag oder Freitag traten die Reiter in einer Fehler-Zeit-Springprüfungen (ein Umlauf) an. Am Samstag, direkt vor der Global Champions Tour-Etappe, fand dann die zweite Prüfung statt. Die Ausschreibung dieser Prüfung war zur ersten identisch.
Die Kurse beider Prüfungen hatten Hindernishöhen von 1,50 bis 1,60 Meter. In der zweiten Prüfung richtete sich die Startreihenfolge der Mannschaften nach deren Ergebnis in der ersten Teilprüfung. Das Teamergebnis setzte sich zusammen aus der Addition der Strafpunkte der für das Team antretenden Reiter beider Teilprüfungen. Bei einer Strafpunktgleichheit entschied die Addition der Zeiten des zweiten Umlaufs. Zusätzlich zum Preisgeld beider Prüfungen wäre jede GCL-Etappe üblicherweise mit 200.000 Euro dotiert gewesen.
Die Anzahl der Teams blieb gegenüber den Vorjahr unverändert. Da Chantilly als Standort einer Wertungsprüfung entfiel, benannte sich das Team Chantilly Pegasus in Cascais Charms um (ein Mannschaftsname, der zuletzt in der Saison 2018 vergeben war). Die 16 Teams umfassten folgende Reiter:
- Berlin Eagles:  Ludger Beerbaum,  Malin Baryard-Johnsson,  Philipp Weishaupt,  Christian Kukuk,  Marco Kutscher,  Harry Charles
- Cannes Stars:  Jessica Springsteen,  Lorenzo de Luca,  Jane Richard Philips,  Hans-Dieter Dreher,  Laura Klaphake,  Johan-Sebastian Gulliksen
- Cascais Charms:  Roger-Yves Bost,  Carlos Enrique Lopez Lizarazo,  René Lopez Lizarazo,  François Mathy Jr,  Sadri Fegaier,  Jack Whitaker
- Doha Falcons:  Rashid Towaim Ali al-Marri,  Bassem Hassan Mohammed,  Titouan Schumacher,  Yuri Mansur Guerios,  Philip Houston,  Mike Kawai
- Hamburg Giants:  Simon Delestre,  Bart Bles,  Wladimir Beletskij,  Arturo Parada Vallejo,  Suus Kuyten,  Zoe Osterhoff
- London Knights:  Ben Maher,  Martin Fuchs,  Olivier Philippaerts,  Nicola Philippaerts,  Cameron Hanley,  Emily Moffitt
- Madrid in Motion:  Maikel van der Vleuten,  Eduardo Álvarez Aznar,  Mark McAuley,  Eric van der Vleuten,  Cindy van der Straten,  Michael G. Duffy
- Miami Celtics:  Abdel Saïd,  Maurice Tebbel,  Jorge Matte Capdevila,  Mohamed Talaat,  Ellen Whitaker,  Gilles Thomas
- Monaco Aces:  Jérôme Guery,  Julien Epaillard,  Jos Verlooy, Laura Kraut,  Billy Twomey,  Jeanne Sadran
- New York Empire:  Georgina Bloomberg,  Scott Brash,  Daniel Bluman,  Denis Lynch,  Shane Breen,  Spencer Smith
- Paris Panthers:  Grégory Wathelet,  Darragh Kenny,  Harrie Smolders,  Pénélope Leprevost,  Nayel Nassar,  Jennifer Gates
- Prague Lions:  Niels Bruynseels,  Marc Houtzager,  Sergio Álvarez Moya,  Jur Vrieling,  Wilm Vermeir,  Anna Kellnerová
- Scandinavian Vikings:  Christian Ahlmann,  Geir Gulliksen,  Henrik von Eckermann,  Evelina Tovek,  James Wilson,  Teddy Vlock
- Shanghai Swans:  Max Kühner,  Pius Schwizer,  Margie Goldstein-Engle,  Alexandra Thornton,  Frank Schuttert,  Lucas Porter
- St Tropez Pirates:  Daniel Deußer,  Pieter Devos,  Olivier Robert,  Danielle Goldstein Waldman,  Athina Onassis,  Michael Pender
- Valkenswaard United:  Edwina Tops-Alexander,  Marcus Ehning,  Alberto Zorzi,  Bertram Allen,  Peder Fredricson,  Roberto Previtali[3]

### Global Champions Tour
Jeweils im Anschluss an die zweite Prüfung der Global Champions League wurden am Samstagnachmittag oder -abend die Wertungsprüfungen der Global Champions Tour durchgeführt. Ausgeschrieben waren diese als Springprüfung mit einem Normalumlauf und einem Stechen, die Höhe der Hindernisse beträgt bis zu 1,60 Meter.
Für eine GCT-Wertungsprüfung qualifizierten sich jeweils bis zu 35 Reiter. Das Preisgeld der Wertungsprüfung umfasste jeweils mindestens 300.000 €.

## Medien
Zu den Medienpartnern der Global Champions Tour-Saison hätte erneut Eurosport gezählt. Die durchgeführten GCT- und GCL-Prüfungen sowie viele weitere Prüfungen der Turniere wurden auf den Internetseiten der beiden Turnierserien per Livestream übertragen.

## Die Etappen

### Vorgesehene Etappen
Die Saison 2020 beider Turnierserien sollte folgende Turniere umfassen:
- Doha: 5. bis 7. März 2020
- Mexiko-Stadt: 26. bis 29. März 2020
- Miami: 2. bis 4. April 2020
- Shanghai: 8. bis 10. Mai 2020
- Madrid: 15. bis 17. Mai 2020
- Hamburg: 20. bis 24. Mai 2020
- Saint-Tropez: 28. bis 30. Mai 2020
- Cannes: 4. bis 6. Juni 2020
- Stockholm: 12. bis 14. Juni 2020
- Cascais: 18. bis 20. Juni 2020
- Monaco: 25. bis 27. Juni 2020
- Paris: 3. bis 5. Juli 2020
- Berlin: 24. bis 26. Juli 2020
- London: 14. bis 16. August 2020
- Valkenswaard: 20. bis 23. August 2020
- Rom: 3. bis 6. September 2020
- New York City: 25. bis 27. September 2020

### Doha
Nachdem viele Reiter bereits am Wochenende zuvor am Commercial Bank CHI Al Shaqab presented by Longines, einem CSI 5*-Turnier teilgenommen hatten, fand vom 5. bis 7. März 2020 an gleicher Stelle das erste Turnier der GTL/GCL statt. Austragungsort beider Turniere war die Reitanlage Al Shaqab in der katarischen Hauptstadt Doha.
Global Champions League:
|             | Team           | Reiter/Pferde                                     | 1. Prüfung  | 2. Prüfung | 2. Prüfung  | Gesamt   | Gesamt | Wertungs- punkte |
| Strafpunkte | Team           | Reiter/Pferde                                     | Strafpunkte | Zeit (s)   | Strafpunkte | Zeit (s) |        | Wertungs- punkte |
| ----------- | -------------- | ------------------------------------------------- | ----------- | ---------- | ----------- | -------- | ------ | ---------------- |
| 1           | London Knights | Nicola Philippaerts mit Katanga van het Dingeshof | 0           | 0          | 80,12       | 0        | 162,45 | 30               |
| 1           | London Knights | Olivier Philippaerts mit Zayado                   | 0           |            |             | 0        | 162,45 | 30               |
| 1           | London Knights | Olivier Philippaerts mit Extra                    |             | 0          | 82,33       | 0        | 162,45 | 30               |
| 2           | Paris Panthers | Pénélope Leprevost mit Excalibur de la Tour Vidal | 0           | 0          | 82,82       | 0        | 167,27 | 25               |
| 2           | Paris Panthers | Gregory Wathelet mit Indago                       | 0           | 0          | 84,45       | 0        | 167,27 | 25               |

Global Champions Tour: Der Sieg im Großen Preis der Global Champions Tour ging, wie bereits der Sieg im Großen Preis des CHI Al Shaqab sieben Tage zuvor, an Daniel Deußer und seine Stute Killer Queen. Für Nicola Philippaerts war der zweite Platz in der Global Champions Tour-Wertungsprüfung der zweite Erfolg nach dem Sieg in der Global Champions League zusammen mit seinem Zwillingsbruder Olivier wenige Stunden zuvor.
|             | Reiter              | Pferd                     | 1. Umlauf | 1. Umlauf   | Stechen  | Stechen | Wertungs- punkte |
| Strafpunkte | Reiter              | Pferd                     | Zeit (s)  | Strafpunkte | Zeit (s) |         | Wertungs- punkte |
| ----------- | ------------------- | ------------------------- | --------- | ----------- | -------- | ------- | ---------------- |
| 1           | Daniel Deußer       | Killer Queen              | 0         | –           | 0        | 42,54   | 40               |
| 2           | Nicola Philippaerts | Katanga van het Dingeshof | 0         | –           | 0        | 44,08   | 37               |
| 3           | Jérôme Guery        | Quel Homme                | 0         | –           | 0        | 46,27   | 35               |

(Plätze eins bis drei von insgesamt 32 Teilnehmern)

### Valkenswaard
Im Sommerhalbjahr 2020 wurden weltweit fünf CSI 5*-Turniere durchgeführt, vier hiervon im südfranzösischen Grimaud. Der einzige andere Veranstalter eines CSI 5*-Turniers war Jan Tops. Obwohl die GCT/GCL-Saison auf das Folgejahr verschoben war, richtete er unter dem Titel Global Champions Tour - Global Champions League of the Netherlands - Valkenswaard ein Turnier nach dem Modus seiner beiden Turnierserien aus. Durchgeführt wurde die Veranstaltung vom 11. bis 13. September 2020 in Valkenswaard in der modernen Tops International Arena.
Global Champions League: Abweichend vom normalen Ablauf einer Global-Champions-League-Etappe fanden die beiden Teamprüfungen am Turniersonntag (13. September) direkt nacheinander statt. Daher diente die zweite Teamprüfung hier nicht als Qualifikationsprüfung für den Großen Preis der Global Champions Tour. Alle 16 Mannschaften waren am Start. Als einzige Mannschaft ohne Fehler blieben die Hamburg Giants.
|             | Team                | Reiter/Pferde                       | 1. Prüfung  | 2. Prüfung | 2. Prüfung  | Gesamt   | Gesamt |
| Strafpunkte | Team                | Reiter/Pferde                       | Strafpunkte | Zeit (s)   | Strafpunkte | Zeit (s) |        |
| ----------- | ------------------- | ----------------------------------- | ----------- | ---------- | ----------- | -------- | ------ |
| 1           | Hamburg Giants      | Bart Bles mit Gin D                 | 0           | 0          | 73,29       | 0        | 142,59 |
| 1           | Hamburg Giants      | Simon Delestre mit Ryan             | 0           | 0          | 67,61       | 0        | 142,59 |
| 2           | Valkenswaard United | Marcus Ehning mit Funky Fred        | 4           | 0          | 69,16       | 4        | 136,06 |
| 2           | Valkenswaard United | Peder Fredricson mit Catch me not S | 0           | 0          | 66,90       | 4        | 136,06 |

Global Champions Tour: Auch der Große Preis des Turniers wurde wie eine normale Etappe der GCT betitelt, er trug den Namen Global Champions Grand Prix of Valkenswaard presented by TENNOR. Das Preisgeld betrug 300.000 Euro, die Sprüfungprüfung mit Stechen fand am Nachmittag des Turniersamstags statt.
|             | Reiter           | Pferd     | 1. Umlauf | 1. Umlauf   | Stechen  | Stechen |
| Strafpunkte | Reiter           | Pferd     | Zeit (s)  | Strafpunkte | Zeit (s) |         |
| ----------- | ---------------- | --------- | --------- | ----------- | -------- | ------- |
| 1           | Gregory Wathelet | Nevados S | 0         | –           | 0        | 44,62   |
| 2           | Scott Brash      | Jefferson | 0         | –           | 0        | 45,72   |
| 3           | Bart Bles        | Kriskras  | 0         | –           | 0        | 48,47   |

(Plätze eins bis drei von insgesamt 35 Teilnehmern)